# Jean Letourneur
Pour les articles homonymes, voir Letourneur.
Jean Letourneur, né le 2 juin 1954 à Paris, est un sculpteur français, photographe et auteur d'ouvrages techniques. Il se distingue dans ses créations inspirées de la mécanique des fluides.

## Biographie
Jean Letourneur est sensibilisé tôt à la science, par son grand-père maternel physicien Henri Gondet. Il suit néanmoins la voie de son père, le sculpteur René Letourneur (premier Grand Prix de Rome en 1926), qui le forme durant 8 ans à la technique de la taille directe.
L'art de Jean Letourneur est le mariage entre ces deux filiations. Passionné d'aérodynamique, l'exposition « Sciences, Formes, Couleurs » au Palais de la Découverte en 1973 a marqué un tournant dans sa carrière. Son œuvre s'émancipe des arts figuratifs traditionnels. Précurseur de l'art fractaliste, il intègre une dimension pionnière en représentant les mouvements des fluides, inspirés des travaux de l'ingénieur Henri Werlé à l'ONERA. Jean Letourneur a transformé les travaux de ce dernier en œuvres novatrices : les visualisations scientifiques par des colorants en tunnel hydrodynamique ont été réinterprétées dans la pierre et le bronze dans des œuvres telles que Katabase ou Contrepoint.
Poursuivant sa recherche de la représentation de l'invisible, Jean Letourneur représente les traces laissées par la mer à marée basse dans sa série de grands bas-reliefs « Méharées », qu'il intègre dans du design mobilier. Son expérience de photographe l'a amené à réinterpréter informatiquement ses Méharées pour en proposer des estampes numériques colorisées.
Défenseur de la notion d'invariance d'échelle, il représente également au fusain de grands dessins de nuages et de galaxies, mettant en évidence une parenté de formes.
En parallèle de son métier de sculpteur, Jean Letourneur s'implique dans la transmission des savoirs. Il fut professeur à l'ENSAD de Paris, l'ENSAAMA, et l'école nationale d'architecture de Paris-La Villette. Il publie également plusieurs ouvrages dont le Traité de perspective qui explore et approfondit de nouvelles méthodes de représentations tridimensionnelles à main levée.

## Œuvres principales
- Stèle Saint-Exupéry dans le salon d'honneur de l'aéroport de Lyon
- Katabase à Fontenay aux Roses
- Contrepoint sur le parvis du cimetière de Robert Auzelle, Clamart 92

## Expositions
- 2021 : Exposition au Comité Régional Olympique et Sportif d’Île-de-France (CROSIF).
- 2020 : Exposition auprès de l’Onéra dans le cadre de « la science à Meudon » au musée d’art et d’histoire.
- 2019 : Exposition « la ligne » centenaire de l’aéropostale bibliothèque royale de Rabat (Maroc).
- 2015 : Exposition collective (octobre) les Essarts-le-Roi (78). Prix du public et Prix des jeunes catégorie Sculpture.
- 2014 : Exposition collective (septembre) L’Art en Vallée de Chevreuse, Cernay-la-ville (78).
- 2014 : Exposition collective (novembre) LES AGENTS ONT DU TALENT, ministère de la Culture.
- 2013 : Exposition collective (novembre) Moulin d’Ors, Châteaufort (78).
- 2013 : Exposition collective (printemps) « il pleut sur la mer », Rouen.
- 2012 : Exposition personnelle « la quête de l’unité » Centre d’Art et de Culture de Meudon (92), février.
- 2012 : Estivales d’art contemporain de Sceaux du 12 juillet au 8 septembre.
- 2012 : Salon d’Automne du 25 au 29 octobre sur les Champs-Élysées.
- 2011 : Festival International de Sculpture de Ouistreham.
- 2010 : Musée des Beaux-Arts de Saint-Lô (octobre 2009 – février 2010) : exposition de groupe.
- 2009 : Exposition personnelle au château Sainte Barbe à Fontenay-aux-Roses (septembre).
- 2009 : Exposition « l’atelier du sculpteur » au Musée de l’Ile de France (mai – octobre) : un bronze et 2 dessins.
- 2008 : Exposition « Pavillon des Arts et du Design » galerie Martel-Greiner.
- 2007 : Exposition collective « Du Trait au Buste » à Aulnay-sous-Bois (catalogue).
- 2006 : Exposition européenne d’Art Fantastique « Aux Portes du Soleil » à Eben-Emaël (Belgique).
- 2006 : Exposition internationale « Le Spectre des Jardins » à la Fondation de Coubertin, organisée conjointement avec l’Ecole des Hautes Études en Sciences Sociales.
- 2005 : Grand prix de la biennale internationale de sculpture de Ouistreham.
- 2005 : Année internationale de la physique : « Interférences de Chocs » en collaboration avec l’Onéra.
- 2003 : Premier prix de la biennale de sculpture de Ouistreham.
- 2003 : Salon du Bourget : sculpture et maquette de voilure, stand Onéra.
- 1998 : Exposition personnelle « Anatomies du Chaos », Institut Henri Poincaré, Université Pierre et Marie Curie, CNRS, de Mars à Juillet (catalogue).
- 1997 : Exposition collective « Entre Art et Science, la Création », au Palais de la Découverte, du 15 Mai au 12 Octobre, parrainée par Pierre-Gilles de Gennes.
- 1996 : Exposition personnelle au centre culturel Jean Cocteau, Les Lilas.
- 1993 : Exposition « Rencontres Art et Science » au centre culturel de Meudon.
- 1991 : Exposition personnelle à l’Office National d’Études et de Recherches Aérospatiales (Onéra).
- 1991 : Exposition personnelle à l’Aérospatiale de Chatillon.
- 1987 : Exposition de groupe à l’Orangerie de Sceaux « Portes et Portiques ».
- 1986 : Exposition de groupe à la Fondation de Coubertin « Sculptures du XXe siècle » (catalogue).

## Ouvrages
- Sculpture et Chaos. Quel héritage pour quel futur (juin 2018) aux éditions Connaissances et Savoirs, préface de Jean-Pierre Luminet (CNRS) et postface de Bruno Chanetz (Onéra).
- Traité de perspective. Géométrie de la forme (janvier 2019) aux éditions Eyrolles, préface de Caroline Lecourtois (Ecole Nationale Supérieure d’Architecture de Paris La Villette).
- « Zwobada - dessins » (2008) aux éditions Cercle d'Art, témoignages et photographies de la monographie.
- Modelage du corps humain (2005) aux éditions Larousse, texte, sculptures et photographies, qui propose une analyse de la forme inédite par des diagrammes de structure, donnant à l’étude du corps une valeur universelle établissant des ponts avec le design et l’architecture.
- Le plâtre, premiers pas et Le collage, premiers pas de Florence Huyar (2005) aux éditions Larousse, photos par Jean Letourneur.
- Initiation au modelage (2001) aux éditions Larousse, texte, sculptures et photographies par Jean Letourneur qui propose une utilisation inédite de la glaise pour l’étude des structures en architecture, préface de Marc Fumaroli.
- René Letourneur (1999) aux éditions du Cercle d’Art, photos et texte par Jean Letourneur de l’annexe technique de la monographie sur l’œuvre de René Letourneur, texte de Pierre Restany.
- Zwobada (1992) aux éditions de l'Armateur, photographies de la monographie par Jean Letourneur, texte de Pierre Cabanne.

## Distinctions honorifiques
- Médaille d’argent de la Société d’Encouragement au progrès (SEP) reconnue d’utilité publique, promotion Jean-François Deniau, remise par Louis Leprince-Ringuet.
- Chevalier Académique en Italie, section ART de l’ « Accademia internazionale Greci-Marino, accademia del verbano di lettere, arti, scienze ».